# Paweł Lamla

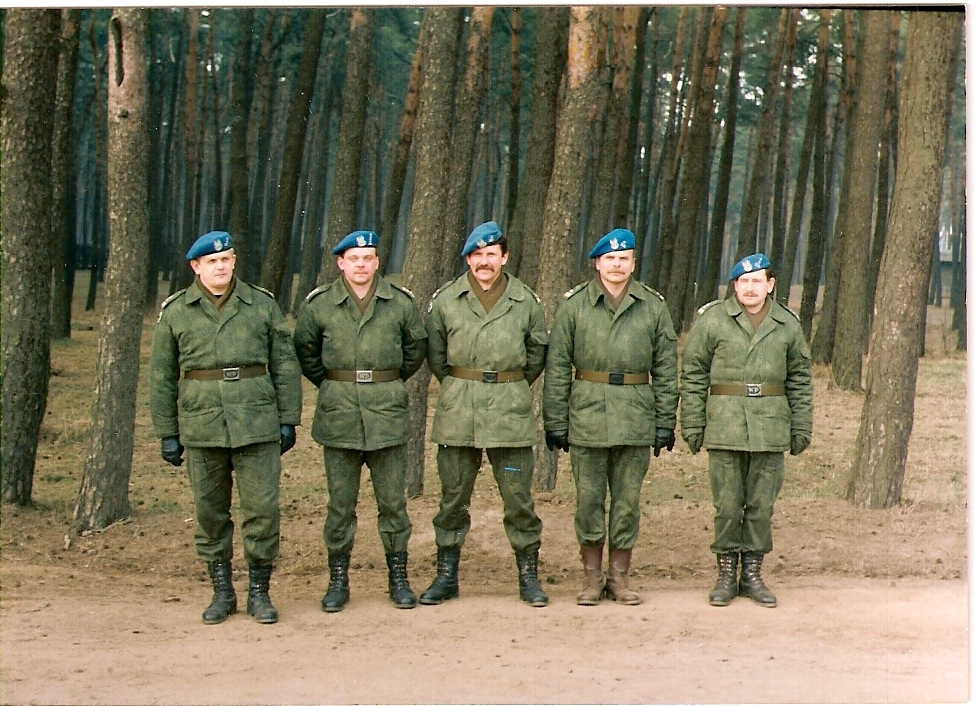
mjr Paweł Lamla na poligonie
(drugi z prawej)

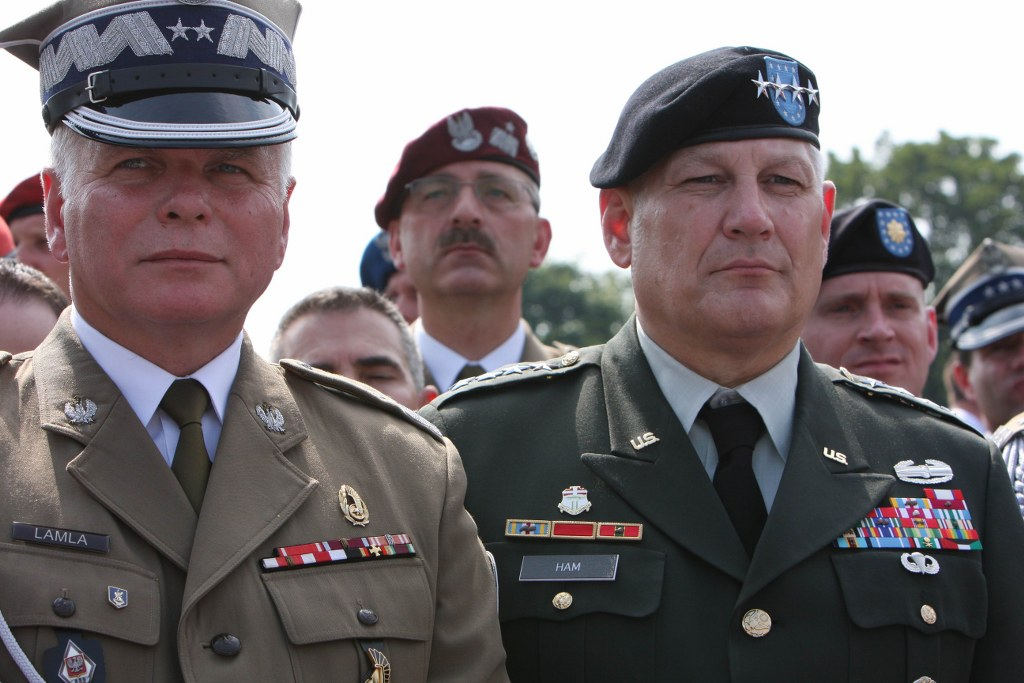
Paweł Lamla (po lewej) i gen. Carter Ham

Paweł Mirosław Lamla (ur. 29 czerwca 1956 w Bydgoszczy) – generał dywizji Wojska Polskiego, Szef Szkolenia Wojsk Lądowych.
W styczniu 2011 roku Instytut Pamięci Narodowej w Szczecinie skierował do sądu wniosek o wszczęcie postępowania lustracyjnego wobec gen. dyw. Lamli. Biuro lustracyjne Instytutu Pamięci Narodowej w Szczecinie twierdziło, że były szef szkolenia wojsk lądowych w swoim oświadczeniu zataił współpracę z Wojskowymi Służbami Wewnętrznymi, która miała trwać przez 8 lat (w latach 1978–1985), kiedy był podchorążym trzeciego i czwartego roku w Wyższej Szkole Oficerskiej Wojsk Pancernych w Poznaniu, a następnie po promocji służył jako oficer w 7 Łużyckiej Dywizji Desantowej w Gdańsku.
26 czerwca 2015 roku zapadł w tej sprawie wyrok. W ocenie sądu generał był świadomym i tajnym współpracownikiem Wojskowych Służb Wewnętrznych, czyli instytucji kontrwywiadu wojskowego i służby zabezpieczającej bezpieczeństwo Sił Zbrojnych Polskiej Rzeczypospolitej Ludowej oraz utrzymania dyscypliny wojskowej. Generał Paweł Lamla został pozbawiony praw publicznych przez utratę czynnego i biernego prawa wyborczego przez okres od 3 do 10 lat. Został również obciążony kosztami postępowania sądowego.

## Wykształcenie
- W 1980 ukończył Wyższą Szkołę Oficerską Wojsk Pancernych im. Stefana Czarnieckiego w Poznaniu.
- W 1990 ukończył studia na Akademii Sztabu Generalnego WP
- W 1996 ukończył Podyplomowe Studia Operacyjno Strategiczne na Akademii Obrony Narodowej
- W 1996 ukończył studia na Królewskiej Akademii Obrony w Londynie.

## Kariera wojskowa
W latach 1980–1991 służył w 7 Łużyckiej Dywizji Desantowej zajmując kolejno stanowiska: dowódcy plutonu i kompanii oraz oficera sztabu.
W latach 1990–1993 był szefem sztabu 35 Batalionu Obrony Wybrzeża w Gdańsku, a w latach 1993–1994 dowódcą 34 Batalionu Obrony Wybrzeża w Słupsku.
- W latach 1994–1999 pełnił służbę w 36 Brygadzie Zmechanizowanej w Trzebiatowie
  - w latach 1994–1996 był w brygadzie szefem szkolenia – zastępcą dowódcy
  - w latach 1996–1999 dowodził brygadą.
- W latach 1999–2001 był dowódcą 6 Brygady Kawalerii Pancernej w Stargardzie Szczecińskim
- W latach 2001–2004 był szefem sztabu 12 Dywizji Zmechanizowanej w Szczecinie.
- W latach 2004–2005 był dowódcą 10 Brygady Kawalerii Pancernej w Świętoszowie.
- W 2005 r. był dowódcą brygady w ramach IV zmiany PKW Irak
- W latach 2005–2009 dowodził 11 Lubuskiej Dywizji Kawalerii Pancernej im. Króla Jana III Sobieskiego w Żaganiu W międzyczasie (od 24 stycznia 2007 do 25 lipca 2007) dowodził Wielonarodową Dywizją Centrum-Południe w Iraku.
- W 2009 został wyznaczony na Szefa Szkolenia Wojsk Lądowych

## Awanse
- 15 sierpnia 2004 r. awans na stopień generała brygady[1][2].
- 11 listopada 2006 r. awans na stopień generała dywizji[3].

## Ordery i odznaczenia
- Krzyż Kawalerski Orderu Odrodzenia Polski (2005)[4]
- Złoty Krzyż Zasługi (2001)[5]
- Wojskowy Krzyż Zasługi (2011)[6]
- Legion of Merit – amerykańskie odznaczenie wojskowe[7]